# Amsterdam Marathon
Amsterdam Marathon är ett årligt återkommande maratonlopp på den traditionella distansen 42 195 meter, som genomförts i Amsterdam, Nederländerna sedan 1975. Sedan 1999, då arrangörerna lade om banans sträckning, har loppet lockat de flesta av världens elitlöpare. Det har listats som världens tionde bästa maratonlopp, och är även Nederländernas näst största maraton, efter Rotterdam Marathon.

## Historia

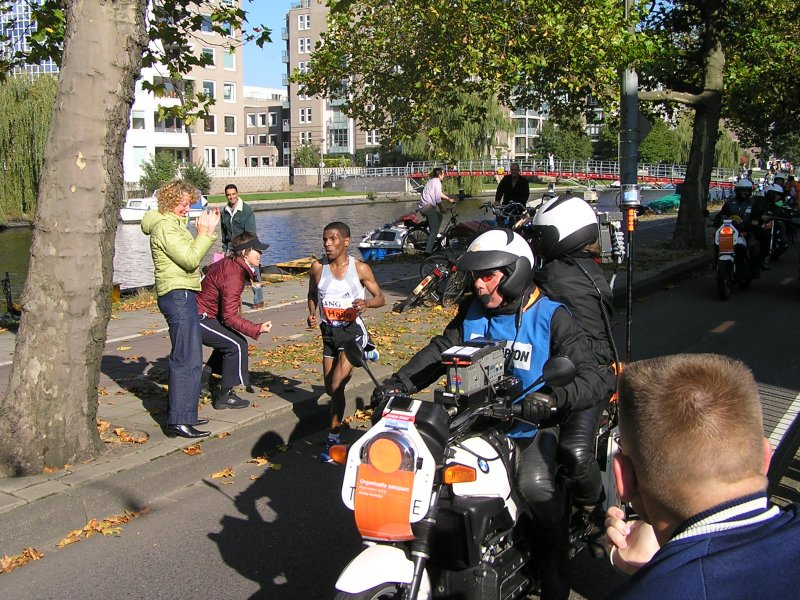
En kameraman på motorcykel filmar Haile Gebrselassie under hans segerlopp 2005.

Amsterdams första maratonlopp ägde rum 5 augusti 1928, i samband med OS. Vinnaren var Boughera El Ouafi på tiden 2:32.57.
Efter OS dröjde det till 1975 då nästa maraton arrangerades. Sedan dess har det ägt rum varje år med undantag för 1978.
2005 gick Haile Gebrselassie i mål på tiden 2:06.20, vilket är den hittills bästa tiden.

## Sträckning
Banan startar och slutar i Olympiastadion i Amsterdam. 

## Vinnare i herrklassen
| Datum                    | Namn                    | Land          | Tid     |
| ------------------------ | ----------------------- | ------------- | ------- |
| 5 augusti 1928           | Boughera El Ouafi       | Frankrike     | 2:32.57 |
| Nästa maraton hölls 1975 |                         |               |         |
| 3 maj 1975               | Jørgen Jensen           | Danmark       | 2:16.51 |
| 8 maj 1976               | Karel Lismont           | Belgien       | 2:18.48 |
| 21 maj 1977              | Bill Rodgers            | USA           | 2:12.47 |
| 1978 hölls inget maraton |                         |               |         |
| 19 maj 1979              | Ferenc Szekeres         | Ungern        | 2:14.46 |
| 26 april 1980            | Gerard Nijboer          | Nederländerna | 2:09.01 |
| 9 maj 1981               | Ferenc Szekeres         | Ungern        | 2:18.11 |
| 8 maj 1982               | Cor Vriend              | Nederländerna | 2:12.15 |
| 7 maj 1983               | Cor Vriend              | Nederländerna | 2:13.41 |
| 12 maj 1984              | Gerard Nijboer          | Nederländerna | 2:14.28 |
| 12 maj 1985              | Jose Reveyn             | Belgien       | 2:19.24 |
| 11 maj 1986              | William Vanhuylenbroek  | Belgien       | 2:14.46 |
| 10 maj 1987              | John Burra              | Tanzania      | 2:12.40 |
| 7 maj 1988               | Gerard Nijboer          | Nederländerna | 2:12.38 |
| 7 maj 1989               | Gerard Nijboer          | Nederländerna | 2:13.52 |
| 13 maj 1990              | Zerehune Gitaw          | Etiopien      | 2:11.52 |
| 15 september 1991        | Tesfaye Tafa            | Etiopien      | 2:13.26 |
| 27 september 1992        | Inocencio Miranda       | Mexiko        | 2:14.58 |
| 26 september 1993        | Kenichi Suzuki          | Japan         | 2:11.56 |
| 25 september 1994        | Tesfaye Eticha          | Etiopien      | 2:15.56 |
| 24 september 1995        | Hisayuki Okawa          | Japan         | 2:14.00 |
| 3 november 1996          | Joseph Chebet           | Kenya         | 2:10.57 |
| 2 november 1997          | Sammy Korir             | Kenya         | 2:08.24 |
| 1 november 1998          | Sammy Korir             | Kenya         | 2:08.13 |
| 17 oktober 1999          | Fred Kiprop             | Kenya         | 2:06.47 |
| 15 oktober 2000          | Francisco Javier Cortes | Spanien       | 2:08.57 |
| 21 oktober 2001          | Driss El Himer          | Frankrike     | 2:07.02 |
| 20 oktober 2002          | Benjamin Kimutai Koskei | Kenya         | 2:07.26 |
| 19 oktober 2003          | William Kipsang         | Kenya         | 2:06.39 |
| 17 oktober 2004          | Robert Cheboror         | Kenya         | 2:06.22 |
| 16 oktober 2005          | Haile Gebrselassie      | Etiopien      | 2:06.20 |
| 15 oktober 2006          | Solomon Busendich       | Kenya         | 2:08.52 |
| 21 oktober 2007          | Emmanuel Mutai          | Kenya         | 2:06.29 |
| 19 oktober 2008          | Paul Kirui              | Kenya         | 2:07.52 |

## Vinnare i damklassen
| Datum                    | Namn                 | Land          | Tid     |
| ------------------------ | -------------------- | ------------- | ------- |
| 3 maj 1975               | Plonie Scheringa     | Nederländerna | 3:13.38 |
| 8 maj 1976               | Corrie Konings       | Nederländerna | 3:24.31 |
| 21 maj 1977              | Plonie Scheringa     | Nederländerna | 3:28.24 |
| 1978 hölls inget maraton |                      |               |         |
| 19 maj 1979              | Marianne Nieuwenhuis | Nederländerna | 3:22.45 |
| 26 april 1980            | Marja Wokke          | Nederländerna | 2:40.15 |
| 9 maj 1981               | Marja Wokke          | Nederländerna | 2:43.38 |
| 8 maj 1982               | Annie van Stiphout   | Nederländerna | 2:37.28 |
| 7 maj 1983               | Antonia Ladanyi      | Ungern        | 2:43.47 |
| 12 maj 1984              | Eefje van Wissen     | Nederländerna | 2:43.51 |
| 12 maj 1985              | Carolien Lucas       | Nederländerna | 2:47.11 |
| 11 maj 1986              | Teresa Kidd          | Irland        | 2:46.18 |
| 10 maj 1987              | Adriana Barbu        | Rumänien      | 2:36.21 |
| 7 maj 1988               | Elena Murgoci        | Rumänien      | 2:41.56 |
| 7 maj 1989               | Gabriela Gorzyńska   | Polen         | 2:47.16 |
| 13 maj 1990              | Renata Kokowska      | Polen         | 2:35.31 |
| 15 september 1991        | Mieke Pullen         | Nederländerna | 2:41.14 |
| 27 september 1992        | Paulina Grigorenko   | Ryssland      | 2:50.41 |
| 26 september 1993        | Yoshiko Yamamoto     | Japan         | 2:29.12 |
| 25 september 1994        | Barbara Kamp         | Nederländerna | 2:51.57 |
| 24 september 1995        | Agnes Hijman         | Nederländerna | 2:48.57 |
| 3 november 1996          | Nadezjda Iljina      | Ryssland      | 2:34.35 |
| 2 november 1997          | Elfenesh Alemu       | Etiopien      | 2:37.37 |
| 1 november 1998          | Catherina McKiernan  | Irland        | 2:22.23 |
| 17 oktober 1999          | Lornah Kiplagat      | Kenya         | 2:25.29 |
| 15 oktober 2000          | Abeba Tola           | Etiopien      | 2:29.54 |
| 21 oktober 2001          | Shitaye Gemechu      | Etiopien      | 2:28.40 |
| 20 oktober 2002          | Getenesh Wami        | Etiopien      | 2:22.19 |
| 19 oktober 2003          | Helena Sampaio       | Portugal      | 2:28.06 |
| 17 oktober 2004          | Helena Javornik      | Slovenien     | 2:27.32 |
| 16 oktober 2005          | Kutre Dulecha        | Etiopien      | 2:30:05 |
| 15 oktober 2006          | Rose Cheruiyot       | Kenya         | 2:28.26 |
| 21 oktober 2007          | Magdaline Chemjor    | Kenya         | 2:28.16 |
| 19 oktober 2008          | Lydia Cheromei       | Kenya         | 2:25.57 |